# 西庄站 (石家庄)
西庄站位于中华人民共和国河北省石家庄市长安区规划中秦岭大道与规划中郜河大道交叉口地下，是石家庄地铁1号线的地铁车站，沿秦岭大道南北向布置。本站于2019年6月26日开通。

## 历史
该站因2019-nCoV疫情于2020年1月29日起临时关闭。